# Neyo (Shaviyani-atol)
Neyo is een van de onbewoonde eilanden van het Shaviyani-atol behorende tot de Maldiven.